# Ґустав Небегай
Ґустав Небегай (нім. Gustav Nebehay; 26 червня 1881, Відень—17 вересня 1935) — австрійський антиквар і меценат.

## Біографія
Народився 26 червня 1881 року в Відні.
У 1900 році, бувши продавцем книг, Ґустав вирушив до Лейпцига, де приєднався до компанії C. G. Boerner — одного з найстаріших німецьких художніх магазинів, покупцем якого був свого часу Йоганн Вольфганг Гете. Незабаром німецька компанія перетворилася у всесвітньо відоме підприємство в області старовинної графіки і літератури. Сам Ґустав Небегай в наступні роки виріс у великого фахівця з графіки та антикваріату, особливо відрізняючись в області ручного малюнка старих майстрів. Ставши артдилером і бібліофілом, він одним з перших став випускати свої каталоги. Серед його клієнтів було багато відомих людей, зокрема австрійський письменник Стефан Цвейг.
У 1908 році Ґустав Небегай одружився з Марі Зоннтаг (Marie Sonntag) — сестрою Карла Зоннтага, учасника німецького руху книжкового мистецтва. У 1917 році вони переїхали в його рідне місто Відень, де Небегай відкрив свою власну художню галерею в готелі «Бристоль», а також став партнером продавця книг V. A. Heck на віденській Рінгштрасе.
Небегай знаходився в професійних і дружніх відносинах з багатьма відомими художниками свого часу: Густав Клімт, Егон Шиле, Йозеф Гофман та інші. Густав Клімт присвятив кілька своїх малюнків сім'ї Небегай. Густаву доручили продаж мистецької спадщини Клімта і Шіле. Крім того, він організував першу посмертну виставку Шиле і виставку музичних робіт Клімта. Також Небегай фінансував і підтримував багатьох австрійських художників. У їх числі був молодий Герберт Бекліа: серед іншого меценат фінансував його навчальні поїздки в Париж, Берлін і на Сицилію.
Помер 17 вересня 1935 року в Марієнбаді (нині місто Маріанські Лазні в Чехії).
Після його смерті старший син Крістіан Небегай продовжував сімейною часткою в компанії V. A. Heck. У 1945 році він заснував у Відні свій власний книжковий магазин на Annagasse 18, який існує і нині.

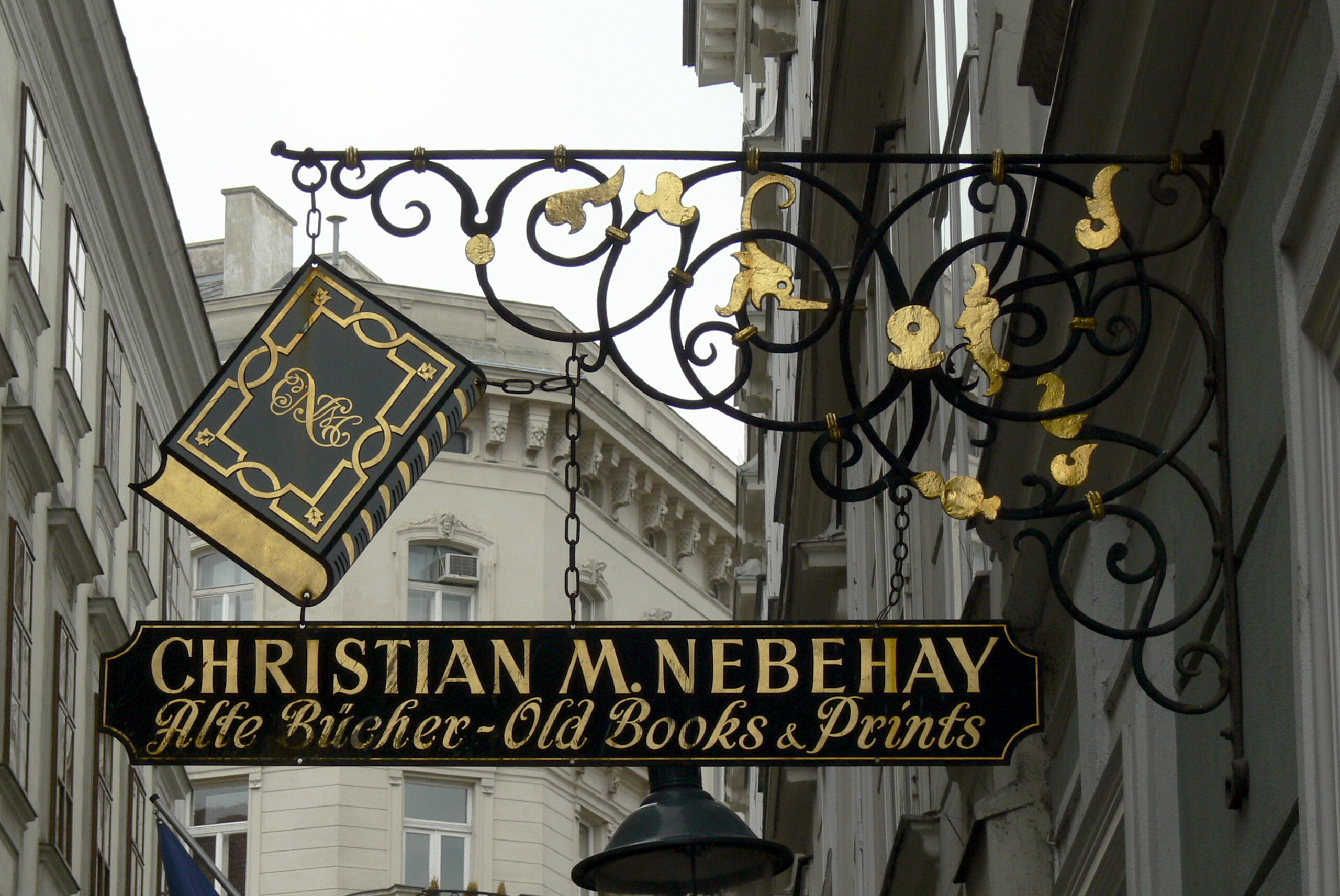
Магизин Крістіана Небегай